# Dikika
Dikika est un lieu géographique situé dans la basse vallée de l'Awash, dans la région Afar, en Éthiopie. Il fait partie de la formation géologique de l'Hadar, où furent découverts en 1974 le fossile de Lucy et en 1991 le crâne assez complet AL 444-2, deux représentants de l'espèce Australopithecus afarensis.

A Dikika furent trouvés en 2000 le fossile d'australopithèque surnommé Selam (publié en 2006), et en 2009 des ossements fossiles d'animaux portant des marques de découpe et datés de 3,4 millions d'années (publiés en 2010).

## Selam

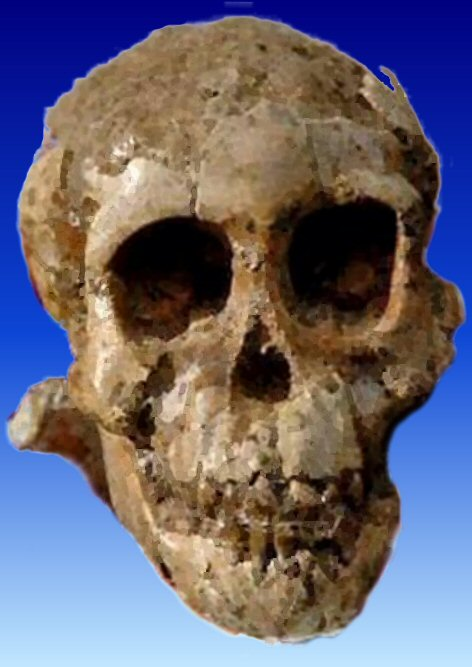
Le crâne de Selam

Le site de Dikika fait partie de la formation géologique de l'Hadar, constituée d'une série de couches de roches sédimentaires déposées depuis environ 3,4 millions d'années et érodées par les rivières Awash et son affluent, la rivière Mille.
C'est à Dikika, dans le wereda de Mille, que fut mis au jour en décembre 2000, par une équipe dirigée par Zeresenay Alemseged, le fossile de Selam (inventorié sous le numéro DIK-1-1), une petite femelle d'environ 3 ans appartenant à l'espèce Australopithecus afarensis. L'extraction du fossile de sa gangue de sédiments a demandé plus de cinq ans. Zeresenay Alemseged et son équipe ont publié la description du fossile le 21 septembre 2006 dans la revue Nature. Ils l'ont daté de 3,3 millions d'années, en se fondant notamment sur le paléomagnétisme des couches volcaniques du site.

## Ossements marqués
À quelques centaines de mètres du lieu de découverte de Selam ont été trouvés, en 2009, par une équipe dirigée par Shannon McPherron, de l'Institut Max-Planck d'anthropologie évolutionniste à Leipzig, des ossements fossiles d'animaux portant des marques de découpes bien visibles.
Le 12 août 2010, Shannon McPherron, Zeresenay Alemseged, membre de l'Académie californienne des sciences à San Francisco, et leur équipe, incluant des membres du CNRS, ont publié leur analyse dans la revue Nature. Ils ont daté ces ossements fossiles de 3,4 millions d'années, une époque proche de celle où a vécu Selam. Les travaux de datation réalisés en 2006 sur ce premier fossile ont facilité la datation des ossements d'animaux trouvés en 2009.  
Les auteurs estiment probable que ces marques aient été faites par des tranchants lithiques maniés par Australopithecus afarensis, alors qu'il était admis jusque-là que seuls des représentants du genre Homo étaient capables de manier des outils lithiques, même rudimentaires.
La question en suspens est de savoir si les auteurs de ces marques ont réellement su fabriquer préalablement un outil lithique adapté, ou s'ils ont seulement utilisé un caillou trouvé non loin du site de découpe et doté d'une arête tranchante naturelle. Les chercheurs notaient en 2010 qu'on ne trouve pas aujourd'hui à moins de 6 km du lieu de découpe de gisement lithique susceptible de fournir des cailloux adéquats, ce qui signifie qu'il aurait fallu au minimum transporter des outils sur une certaine distance.